# Friedrich List
Friedrich List (Reutlingen, najkasnije 6. kolovoza 1789. - Kufstein, 30. studenog 1846.) bio je jedan od vodeći njemačkih ekonomista 19. stoljeća. Pored toga, bio je poduzetnik, diplomat i pionir željeznice. Kako je bio vlasnik prvog učilišta o državnom gospodarstvu, smatra ga se osnivačem suvremene nauke o narodnom gospodarstvu.
Njegovi stavovi o protekcionizmu su sljedeći:
princip slobodne trgovine može se primjenjivati samo u odnosima između zemalja na približno istoj razini privredne razvijenosti. "Mlade" države tj. "mlade" industrije treba zaštititi. Ove zaštitne mjere moraju biti privremene naravi. Ne treba zaštititi državu "normalne veličine".